# Ayub Khan
Mohammed Ayub Khan, más conocido com Ayub Khan (Haripur, 14 de mayo de 1907-Islamabad, 19 de abril de 1974), fue un oficial del ejército paquistaní que sirvió como segundo presidente de Pakistán de 1958 a 1969. Anteriormente se desempeñó como tercer comandante en jefe del ejército de Pakistán de 1951 a 1958. Fue el primer general de cuatro estrellas nativo de la India Británica y el único mariscal de campo del ejército pakistaní. 

## Biografía
Ayub Khan nació el 14 de mayo de 1907 en Rehana, una aldea en el distrito de Abbottabad de la provincia de la Frontera Noroeste durante el Raj británico (ahora en el distrito de Haripur, Khyber Pakhtunkhwa, Pakistán) en una familia hazarewal de habla hindko de ascendencia pastún perteneciente a la tribu Tareen.
Fue el primer hijo de la segunda esposa de Mir Dad Khan, oficial de caballería del ejército indio británico. Para su educación básica, fue matriculado en una escuela en Sarai Saleh, que estaba a unas 4 millas de su aldea. Solía ir a la escuela a lomos de una mula y lo trasladaron a una escuela en Haripur, donde empezó a vivir con su abuela.
Continuó sus estudios en la Universidad Musulmana de Aligarh (AMU) y mientras cursaba su educación universitaria, fue aceptado en el Royal Military College de Sandhurst por recomendación del general Sir Andrew Skeen; no completó su carrera en AMU y partió hacia Gran Bretaña. Alcanzó el rango de oficial del ejército indio británico en 1928. Ayub Khan hablaba con fluidez urdu, pashto, inglés y su dialecto regional hindko.

## Trayectoria

### Militar
Fue ascendido a teniente el 2 de mayo de 1930 y a capitán el 2 de febrero de 1937.Durante la Segunda Guerra Mundial, fue ascendido al rango temporal de teniente coronel en 1942 y fue destinado a Birmania para participar en la primera fase de la Campaña de Birmania en 1942-1943. Fue ascendido al rango permanente de mayor el 2 de febrero de 1945. Después de esto, siguió ascendiendo en la milicia del recién independizado Pakistán.
Cuando el Reino Unido anunció la partición de la India británica en India y Pakistán, él era uno de los oficiales en servicio de mayor rango en el ejército indio británico que optó por Pakistán en 1947. En el momento de su incorporación, era el décimo oficial en términos de antigüedad con número de servicio PA-010.
En enero de 1951, fue nombrado primer comandante en jefe nativo del ejército de Pakistán por el primer ministro Alí Khan, a pesar de que no estaba nominado y era el general de división de menor rango, gracias a la presión y los argumentos del secretario de Defensa, Iskander Mirza. En febrero de 1954, Ayub firmó el pacto de la Organización del Tratado Central (CENTO) para Pakistán, y su papel en la política nacional, junto con el del Ministro de Defensa Mirza, comenzó a crecer.

### Política
En 1954, las relaciones del primer ministro Mohammed Alí Bogra con el ejército y el gobernador general Ghulam Muhammad se deterioraron en cuestiones de economía. Aumentó la presión para reconstruir el gabinete, lo que finalmente vio al general Ayub Khan convertirse en ministro de Defensa e Iskander Mirza en ministro del Interior en octubre de 1954. Khan desdeñaba a los políticos civiles, cuyas luchas internas entre facciones habían impedido durante años la adopción de una constitución. Escribió que se unió a regañadientes al gabinete como ministro de Defensa con "dos objetivos claros: salvar a las fuerzas armadas de la interferencia de los políticos y unificar las provincias de Pakistán Occidental en una sola unidad".
Mantuvo relaciones más estrechas con Iskander Mirza, quien se convirtió en el primer Presidente del país después de la exitosa promulgación de la Constitución en 1956. En 1957, el presidente Mirza lo ascendió de general en funciones a general por derecho propio.

### Presidencia (1958-1969)
El 7 de octubre de 1958, el presidente Mirza derogó la Constitución tras enviar una carta al primer ministro Feroz anunciando el golpe de Estado. La mayoría de los políticos del país no se enteraron del golpe hasta la mañana siguiente; Solo el embajador de Estados Unidos en Pakistán, James Langley, fue mantenido plenamente informado de los acontecimientos políticos en el país. El presidente Mirza declaró la ley marcial y nombró al general Ayub Khan administrador jefe de la ley marcial (CMLA).
Ayub justificó su papel declarando que: "La historia nunca nos habría perdonado si se hubiera permitido que las actuales condiciones caóticas continuaran más", y su objetivo era restaurar una democracia que "el pueblo pueda entender y gestionar", no gobernar indefinidamente.
El propio presidente Mirza estaba preocupado, aunque por una razón diferente. Había estado pensando en reemplazar a Ayub Khan, y parece que Ayub lo sabía. Inmediatamente después de que el presidente del Tribunal Supremo, Munir, justificara el golpe bajo la doctrina de la necesidad, Ayub envió a los militares al palacio presidencial y exilió a Mirza a Inglaterra.
En 1960 se celebró un referéndum, que funcionó como colegio electoral, en el que se preguntó "¿Tiene usted confianza en Muhammad Ayub Khan?". La participación electoral fue del 95,6% y esta confirmación sirvió de impulso para formalizar el nuevo sistema: un sistema presidencial. Ayub Khan fue elegido presidente para los siguientes cinco años.

### Elecciones presidenciales de 1965
En 1964, el presidente Ayub Khan confiaba en su aparente popularidad y vio las profundas divisiones dentro de la oposición política que finalmente lo llevaron a anunciar elecciones presidenciales en 1965. Obtuvo la nominación de la Liga Musulmana de Pakistán (PML) y se sorprendió cuando Fatima Jinnah fue nominada por la coalición de Partidos de Oposición Combinados.
Se informó que las elecciones fueron ampliamente manipuladas por las autoridades estatales y bajo el control de Ayub Khan, y se cree que si las elecciones se hubieran celebrado mediante votación directa, Fatima Jinnah habría ganado. El Colegio Electoral estaba formado por sólo 80 000 demócratas de base, que fueron fácilmente manipulados por el presidente Ayub Khan, quien ganó las reñidas elecciones con el 64 % de los votos del Colegio Electoral.

### Protestas y dimisión (1969)
La controvertida victoria sobre Fatima Jinnah en las elecciones presidenciales de 1965 y el resultado de la guerra con la India ese mismo año tuvieron resultados devastadores para la imagen de Ayub Khan y su presidencia. El ministro de Asuntos Exteriores de Khan, Zulfikar Ali Bhutto creía que la Declaración de Taskent era una "rendición política" que convertía una victoria militar en derrota. Bhutto comenzó a criticar abiertamente a Ayub Khan y dimitió en junio de 1966. En Karachi, el resentimiento público hacia Ayub había ido en aumento desde las elecciones de 1965 y sus políticas fueron ampliamente desaprobadas.
En 1968, Ayub Khan sobrevivió a un intento de asesinato mientras visitaba Daca y quedó visiblemente conmocionado, según sus colaboradores cercanos, aunque la prensa no informó sobre ello.
En 1969, Ayub Khan inició negociaciones con los principales partidos de la oposición en lo que se denominó una "Conferencia de Mesa Redonda". Sin embargo, estas discusiones no dieron resultados y en todo el país se desencadenaron fuertes manifestaciones que pedían la dimisión de Ayub. Durante este tiempo, Ayub Khan sobrevivió a un paro cardíaco casi fatal que lo dejó fuera de la oficina, y después a un ataque de parálisis que lo dejó en silla de ruedas. La policía no pudo mantener la ley y el orden en el país, especialmente en Pakistán Oriental, donde se sofocaron disturbios y un levantamiento grave.La desaprobación hacia Ayub Khan se expresó ampliamente mediante lemas e insultos contra él.
Elementos del ejército comenzaron a apoyar a los partidos políticos de oposición, lo que finalmente provocó que el 25 de marzo de 1969 Ayub Khan dimitiera e invitara al comandante en jefe del ejército, general Yahya Khan, a asumir el control del país.

## Muerte y legado
Ayub Khan no hizo comentarios sobre la guerra de liberación de Bangladés en 1971. Murió de un ataque al corazón el 19 de abril de 1974 en su villa cerca de Islamabad.